# Bitwa pod Alam Halfa

Mapa ukazuje ważniejsze bitwy w północnej Afryce w latach 1941–1942

Bitwa pod Alam el Halfa – bitwa stoczona w dniach 30 sierpnia – 5 września 1942 roku na południe i południowy wschód od El Alamein podczas kampanii północnoafrykańskiej II wojny światowej. Panzer Armee Afrika, niemiecko-włoskie siły dowodzone przez feldmarszałka Erwina Rommla (zwanego „Lisem Pustyni”), próbowały okrążyć od południa siły brytyjskiej 8 Armii dowodzonej od zaledwie dwóch tygodni przez gen. Bernarda Montgomery’ego. W czasie tej ostatniej ofensywy wojsk Osi w kampanii północnoafrykańskiej Rommel zamierzał pokonać 8 Armię przed przybyciem alianckich posiłków, które uniemożliwiłyby mu dotarcie do delty Nilu, a tym samym uzyskanie zwycięstwa w Afryce Północnej.
Montgomery, który znał zamiary Rommla dzięki rozszyfrowaniu przez kontrwywiad kodów ULTRA, z rozmysłem zostawił lukę na południowym odcinku frontu, rozmieszczając jednocześnie część własnych czołgów i dział wzdłuż pasma wzgórz Alam el Halfa, 30 kilometrów dalej. Przyjął jednocześnie nową taktykę, zgodnie z którą czołgi miały pełnić rolę przeciwpancerną, trzymając się zajętych pozycji obronnych, co miało zapobiegać starciom z doskonalszymi czołgami niemieckimi i ponoszonym w ich trakcie stratom, jak to było w przeszłości.
W związku z trudnościami z zaopatrzeniem i porażką sił próbujących zdobyć wzgórza, Rommel nakazał odwrót. Montgomery nie próbował wykorzystać sukcesu i ścigać przeciwnika, decydując się w zamian na wzmocnienie własnych sił przed drugą bitwą o El Alamein. Jednakże 2 Dywizja nowozelandzka podjęła atak na pozycje Włochów i poniosła poważne straty.

## Plan Rommla
Feldmarszałek Rommel, po niepowodzeniu pod El Alamein nie stracił jeszcze nadziei na pokonanie 8. Armii brytyjskiej, choć jego linie komunikacyjne były zagrożone przez lotnictwo brytyjskie z Malty, które nieustannie atakowało statki państw Osi na Morzu Śródziemnym. Co więcej, całe zaopatrzenie dla sił niemieckich i włoskich musiało być dowożone drogą lądową z Bengazi (800 km) lub z Trypolisu (1200 km). Ponadto wywiad niemiecki doniósł o przybyciu do Egiptu konwoju ze 100 000 ton zaopatrzenia, w tym nowymi pojazdami bojowymi. Pojmując, że czas pracuje na jego niekorzyść, a przybycie spodziewanych uzupełnień alianckich może przechylić szalę na ich stronę, zdecydował się na atak.
Na terenach w pobliżu El Alamein front nie mógł być tak szeroki, jak na innych polach bitew w Afryce Północnej. Uderzenie formacji pancernych musiało zmieścić się pomiędzy morzem na północy a nieprzejezdną dla czołgów depresją Kattara na południu. Obrona brytyjska była dość silna, ale Rommel wierzył, że ma jakiś słaby punkt. Południowy odcinek frontu, pomiędzy Munassib a Qaret El Himeimat, był słabiej obsadzony i zdaniem Rommla nie tak gęsto zaminowany.
Na północy, gdzie Rommel miał włoskie dywizje piechoty wspierane przez niemiecką 164 Dywizję Piechoty i spadochronową brygadę Ramckego, miał nastąpić frontalny, pozorowany atak dla zatrzymania obrońców w miejscu, podczas gdy Rommel poprowadzi atak główny przez południowy sektor, a następnie skręci gwałtownie na północ przecinając alianckie linie komunikacyjne. To powinno było doprowadzić do okrążenia większości sił brytyjskich i zniszczenia ich. Ze swym charakterystycznym optymizmem Rommel widział się już zdobywcą Egiptu, a przede wszystkim Kanału Sueskiego.
Ów główny atak miały poprowadzić jego doborowe niemieckie oddziały pancerne, 15 i 21 dywizja, wraz z 90 Dywizją Piechoty Lekkiej. Skrzydła atakujących jednostek osłaniać miały trzy dywizje z włoskiego pancernego XX Corpo d’Armata pod dowództwem gen. De Stefanisa.

## Siły alianckie
13 sierpnia dowodzenie 8 Armią objął generał porucznik (późniejszy feldmarszałek) Montgomery. Wywiad brytyjski ostrzegał przed atakiem wojsk Rommla, w związku z czym poprzedni dowódca 8 Armii, gen. Claude Auchinleck, opracował drobiazgowy plan budowy umocnień na przedpolach Aleksandrii i Kairu na wypadek konieczności ich obrony, gdyby Niemcy przerwali front. Po wizytacji linii obronnych Montgomery zarzucił ten plan, będąc gotowym do obrony El Alamein za wszelką cenę.
Północny odcinek frontu (od pasma wzgórz Ruweisat do brzegu morza) trzymał XXX Korpus Brytyjski, wzmocniony australijską 9 Dywizją Piechoty, południowoafrykańską 1 Dywizją Piechoty oraz indyjską 5 Dywizją Piechoty. Przed frontem ciągnęły się głębokie pola minowe.
Nowozelandzka 2 Dywizja zajęła 8-kilometrowy odcinek frontu na południe od wzgórz Ruweisat. Pozycja ta, zwana „nowozelandzkim boksem” (ang. New Zealand Box), stanowiła północny odcinek sektora XIII Korpusu. Przyjmując, że południowy odcinek frontu będzie bardzo trudny do obrony w razie zmasowanego ataku wojsk pancernych, Montgomery postanowił zostawić 22 kilometry linii – od „nowozelandzkiego boksu” do „boksu Kattara” na krawędzi depresji – niemal niebronione, co miało zachęcić Rommla do uderzenia w tym właśnie miejscu. Luka miała być zaminowana i odrutowana, przy czym na straży pól minowych miały zostać brygada zmotoryzowana i lekka brygada pancerna ze składu 17 Dywizji Pancernej, które jednak – w razie zagrożenia – miały się wycofać.
Atakujący mieli natknąć się na główną pozycję obronną, gdyby – po przejściu frontu – skierowali się na północ i podeszli pod pasmo wzgórz Alam El Halfa, daleko na tyłach frontu 8 Armii. Te właśnie wzgórza Montgomery wybrał dla okopania większości swych ciężkich/średnich czołgów (skoncentrowanych w 22 Brygadzie Pancernej) i dział przeciwpancernych. Za czołgami, na szczytach wzgórz, rozmieścił dwie brygady z 44 Dywizji Piechoty „Home Counties” oraz baterie artylerii dywizyjnej i korpuśnej.
10 Dywizja Pancerna, dozbrajana właśnie nad Nilem w czołgi General Grant z działami 75 mm, miała dotrzeć do Alam El Halfa, gdy tylko będzie gotowa. W rezultacie 8 Brygada zjawiła się 30 sierpnia i zajęła pozycję na lewo od 22 Brygady, podczas gdy 23 Brygada wypełniła lukę z prawej strony pod wieczór 1 września.

## Atak

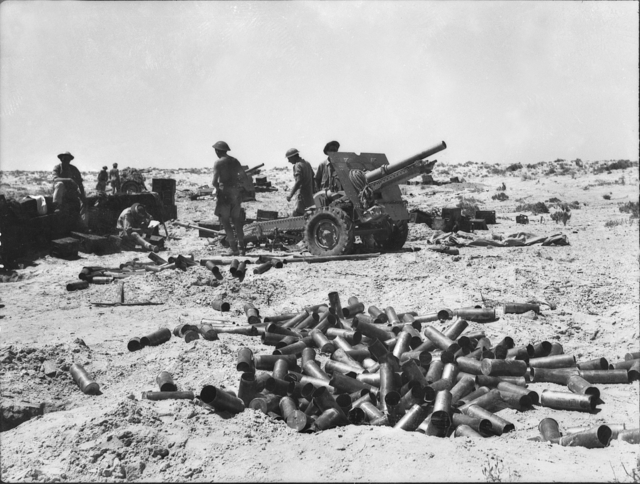
Brytyjskie działo 25-funtowe

Korzystając z pełni księżyca, atak rozpoczęto w nocy 30 sierpnia. Rommel popełnił jednak błąd; samoloty RAF dostrzegły koncentrację niemieckich i włoskich pojazdów pancernych i przypuściły serię ataków. Torpedowo-obserwacyjne Fairey Albacore z lotniskowców zrzuciły flary, oświetlając cele bombowcom Vickers Wellington i artylerii; ponadto pola minowe, które miały być lekkie i wąskie, nagle okazały się głębokie. Brytyjskie brygady strzegące pól minowych (7. zmotoryzowana i 4. pancerna), miały się wycofać, ale przedtem zadać przeciwnikowi jak najwięcej strat. Wywiązywały się z zadania, co spowodowało, że straty Osi zaczęły rosnąć. Generał Nehring został ranny podczas bombardowania lotniczego, a gen. von Bismarck, dowódca 21 Dywizji Pancernej, zginął w wybuchu pocisku granatnika.
Pomimo tych trudności siły Rommla przedostały się przez linie alianckie do południa następnego dnia, a brytyjskie brygady roztropnie zeszły im z drogi. Opóźnienie spowodowało jednak zbyt wysokie zużycie paliwa w czołgach Afrika Korps. To oraz nieustanne flankujące uderzenia 7 Dywizji Pancernej zmusiły Rommla do skręcenia na północ znacznie bardziej na zachód od miejsca, w którym planował to uczynić. W ten sposób czołgi Osi wyszły wprost na pozycję obronną Montgomery’ego pod Alam el Halfa; pierwsze z nich dotarły do wzgórz wieczorem. Na wzgórzach alianci mieli 92 granty i 74 lekkie czołgi, baterie przeciwpancerne z działami 6-funtowymi oraz artylerię 44. brytyjskiej i 2. nowozelandzkiej dywizji.
Gdy dywizje pancerne podeszły pod wzgórza, czołgi PzKpfw IV otworzyły ogień z dużej odległości, niszcząc kilka czołgów brytyjskich. Szczególnie Granty, ze swoimi działami montowanymi nie w wieżach, a w kadłubach, nie mogły prowadzić ognia zza osłony i były wystawione na ogień przeciwnika. Kiedy jednak czołgi niemieckie znalazły się w zasięgu Grantów, sytuacja się zmieniła diametralnie. Próba oskrzydlenia pozycji spełzła na niczym w ogniu dział przeciwpancernych i przed zmierzchem niemieckie czołgi zaczęły się cofać. W starciu tym Brytyjczycy stracili 21 czołgów, Niemcy – 22.
Noc nie przyniosła Panzer Armee wytchnienia, bowiem znów pojawiły się samoloty alianckie, tym razem skupiając się na pojazdach z zaopatrzeniem. To przysporzyło Rommlowi kłopotów logistycznych, tym bardziej że bombowce z lotniskowców posłały na dno połowę z 5000 ton paliwa obiecanego przez włoskiego przywódcę Benito Mussoliniego i gen. Albert Kesselring. Z powodu braków operacje następnego dnia (1 września) prowadziła jedynie 15 Dywizja Pancerna. Jej atak rozpoczął się o świcie, ale wkrótce został zastopowany flankowym kontruderzeniem brytyjskiej 8 Brygady. Niemcy ponieśli nieznaczne straty, bowiem Brytyjczycy mieli przykazane oszczędzać czołgi na czas spodziewanej następnej ofensywy, ale ich ruch naprzód został wstrzymany i zostali mocno ostrzelani.
Ataki z powietrza były kontynuowane przez cały dzień i następną noc, a rano 2 września Rommel, widząc, że atak się nie powiódł, a stanie na otwartej przestrzeni na terytorium nieprzyjaciela tylko spotęguje straty, nakazał odwrót.

## Odwrót Rommla

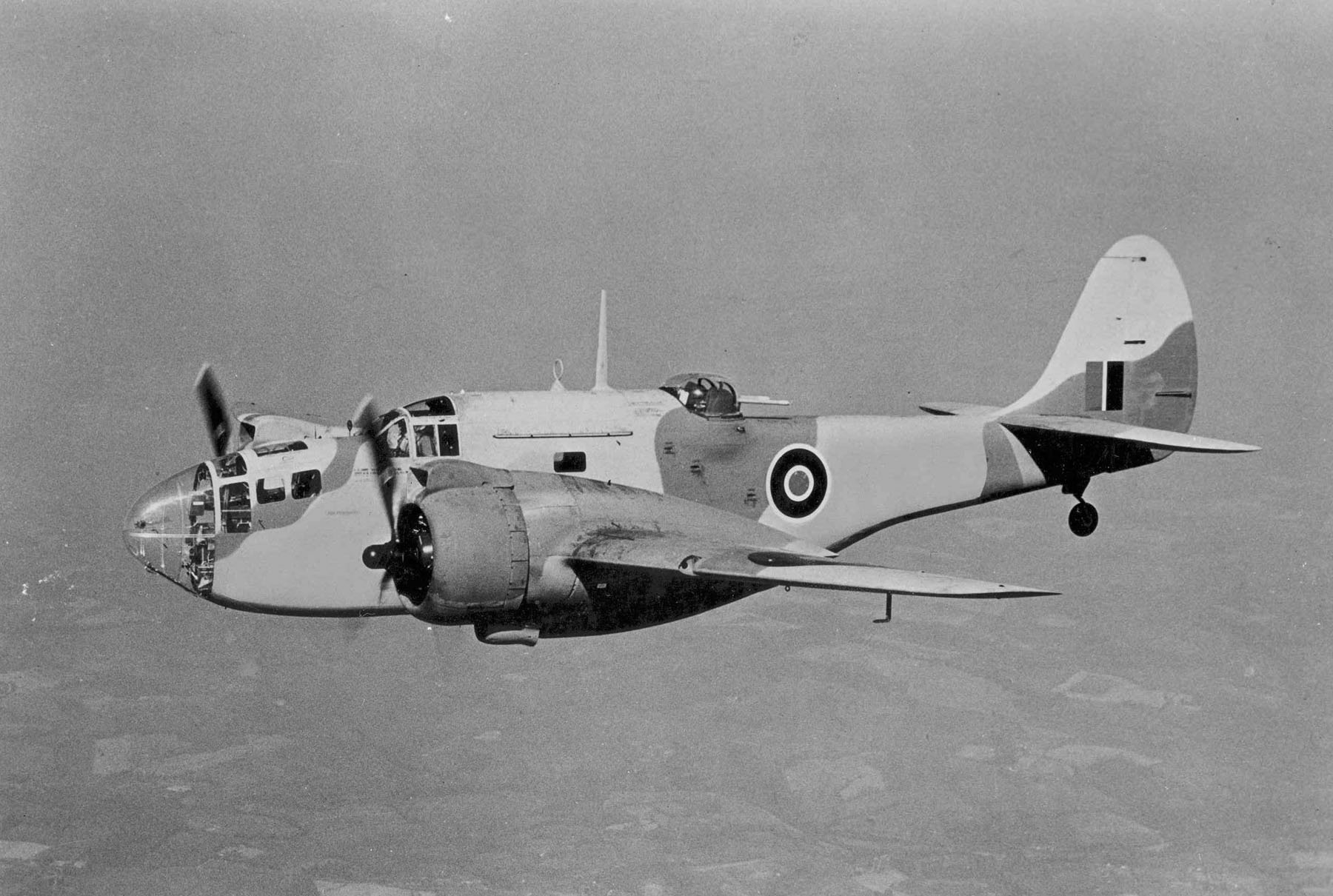
Bombowiec Martin Baltimore

W depeszy do OKW Rommel usprawiedliwiał swą decyzję o przerwaniu ofensywy brakiem paliwa, aliancką przewagą w powietrzu i brakiem elementu zaskoczenia. Tegoż 2 września sytuacja wojsk Osi jeszcze się pogorszyła. Samochody pancerne 4. batalionu 8 Pułku Huzarów (4. Brygady Pancernej) spadły na kolumnę około 300 ciężarówek z zaopatrzeniem, niszcząc 57 spośród nich. Skutkiem tego włoskie jednostki pancerne zostały odesłane na tyły dla ochrony linii komunikacyjnych i zapobieżenia kolejnym atakom.
2 września z żadnej ze stron nie przejawiano aktywności, nie licząc samolotów alianckich, które atakowały jak uprzednio.
Montgomery zorientował się, że Afrika Korps ma zamiar się wycofać. Szybko opracował plan ofensywny dla 7 Dywizji Pancernej i nowozelandzkiej 2 Dywizji Piechoty, jednakże z zastrzeżeniem, że nie będą zbytnio ryzykować, co mogłoby mieć negatywny wpływ na działania w najbliższej przyszłości.
Podczas gdy działania 7 Dywizji Pancernej nigdy nie wykroczyły poza rajdy mające niepokoić nieprzyjaciela, Nowozelandczycy uderzali znacznie poważniej. Brały w tych uderzeniach udział doświadczona 5 Brygada Nowozelandzka i zupełnie świeża 132 Brygada, które – ze wsparciem pancernym – miały atakować ku południowi przecinając linie zaopatrzenia Rommla i izolując jego siły na wschód od linii frontu. Atak ten, nazwany operacją Beresford, rozpoczął się o 22:30 3 września. Uderzenie 5 Brygady spowodowało znaczne straty w oddziałach włoskich, a rano Nowozelandczycy odparli kontratak nieprzyjaciela. Tymczasem atak 132 Brygady określono później mianem „jatki”. Czołgi Mk III Valentine 46 Królewskiego Regimentu Pancernego zgubiły drogę w ciemnościach i weszły na pole minowe, gdzie 12 z nich uległo zagładzie. Niemiecka 90 Dywizja Piechoty Lekkiej natarła na 132 Brygadę, co kosztowało tę ostatnią 697 zabitych i rannych (w porównaniu do 275 strat Nowozelandczyków) i nie zapobiegło ucieczce sił Rommla na zachód.
Zupełnie innego opisu ataków nowozelandzkich oddziałów dostarczył generalleutnant Fritz Bayerlein. Na wstępie należy odnotować, że 10 Dywizja Hinduska znajdowała się w tym czasie na Cyprze; pozycje na północ od dywizji nowozelandzkich zajmowała hinduska 5 Dywizja Piechoty (9 września zluzowana przez indyjską 4 Dywizję Piechoty):
Atak naszej Luftwaffe przeciw 10 Dyw. Hind., która koncentrowała się do ataku w centrum frontu, spowodował, że oddziały te poszły w rozsypkę. Także wszystkie inne ataki na nasze skrzydła, prowadzone głównie przez Nowozelandczyków, nie mogły doprowadzić do wdarcia się w nasze linie i zostały odparte. Nocny atak na siły włoskiego X Korpusu przyniósł Brytyjczykom największe straty. Niezliczona ilość ciał zabitych nieprzyjaciół zaległa pole bitwy, a ponadto wzięto do niewoli 200 żołnierzy, a wśród nich gen. Cliftona, dowódcę nowozelandzkiej 6 Brygady.
Po załamaniu się ataku na linie 185 Dywizji Spadochronowej „Folgore” gen. Enrico Frattiniego i elementy 132 Dywizji Pancernej „Ariete”, które osłaniały wycofywanie się Niemców, Montgomery postanowił odstąpić od dalszych ataków. Afrika Korps odszedł nie niepokojony na zachód, co nie oznaczało zaprzestania bombardowań przez Desert Air Force, która wykonała 957 lotów w ciągu doby. 5 września wojska Osi znalazły się na podstawach wyjściowych.

## Po bitwie

Gen. Bernard Law Montgomery w swoim czołgu

W czasie walk alianci stracili 1750 ludzi, wojska Osi – 2930. Alianci stracili więcej czołgów niż Niemcy, ale po raz pierwszy w północnoafrykańskiej kampanii nie było wielkiej różnicy w tych stratach. Nieustanne ataki samolotów RAF kosztowały Panzerarmee Afrika utratę wielu pojazdów transportowych.
Była to ostatnia większa akcja ofensywna podjęta przez siły Osi w Afryce Północnej. Do zwycięstwa aliantów przyczyniły się bez wątpienia rosnąca przewaga w ilości środków ogniowych i panowanie w powietrzu.
Montgomery był krytykowany za swą kunktatorską postawę w czasie bitwy, a szczególnie za dążenie do zachowania na później czołgów, które mogły rzekomo zadać ostateczny cios oddziałom Afrika Korps, które utkwiły pomiędzy polami minowymi a Alam Halfa. Friedrich von Mellenthin w swej książce Panzerschlachten maluje dramatyczny obraz dywizji niemieckich, sparaliżowanych brakiem paliwa, bez przerwy bombardowanych z powietrza i oczekujących na ostateczny cios ze strony Brytyjczyków.
Montgomery miał na to jedną odpowiedź: 8 Armia jest w trakcie przebudowy; ciągle nadciągają nowe, nieostrzelane oddziały, z którymi nie można podjąć ofensywy. W dodatku nie chciał narażać własnych czołgów na konfrontację z doskonałą obroną przeciwpancerną Rommla, z czym Brytyjczycy niejednokrotnie zetknęli się w przeszłości, a co kończyło się zawsze przejęciem inicjatywy przez wojska Osi. Oczekiwania Niemców wyraził Rommel w depeszy do Kesselringa: „Ta świnia nie atakuje!”.
Odmowa Montgomery’ego, by pójść za ciosem i wykorzystać zwycięstwo, pozwoliła mu zachować większość pojazdów pancernych, które zostały wykorzystane w decydującym starciu, znanym jako II bitwa pod El Alamein.